# Výpočetní dynamika tekutin
Výpočetní dynamika tekutin (CFD) je odvětví mechaniky tekutin, které používá numerickou analýzu a datové struktury k analýze a řešení problémů, které zahrnují toky tekutin. Počítače se používají k provádění výpočtů potřebných k simulaci volného proudění tekutiny a interakce tekutiny ( kapalin a plynů ) s povrchy definovanými okrajovými podmínkami . S vysokorychlostními superpočítači lze dosáhnout lepších řešení, která jsou často vyžadována pro řešení největších a nejsložitějších problémů. Počáteční ověření takového softwaru se obvykle provádí pomocí experimentálních zařízení, jako jsou aerodynamické tunely . Kromě toho lze pro srovnání použít dříve provedenou analytickou nebo empirickou analýzu konkrétního problému. Konečné ověření se často provádí pomocí testování v plném rozsahu, jako jsou letové testy .
CFD se používá na širokou škálu výzkumných a inženýrských problémů v mnoha oblastech studia a průmyslových odvětví. To zahrnuje aerodynamiku a leteckou analýzu, hypersoniky, simulace počasí, přírodních věd a environmentálního inženýrství, návrh a analýzy průmyslových systémů, biologické inženýrství, proudění tekutin a tepla.
Základem téměř všech CFD problémů jsou Navierovy–Stokesovy rovnice, které definují mnoho jednofázových toků tekutin. To znamená, že mohou být plynné nebo kapalné, ale ne oboje zároveň. Tyto rovnice mohou být zjednodušeny odstraněním požadavků popisujících viskózní akce, aby se získaly Eulerovy rovnice . Další zjednodušení odstraněním výrazů popisujících vířivost poskytuje plné potenciální rovnice .